# Gheșanovo, Dobrici
Gheșanovo (în bulgară Гешаново, în română Conac) este un sat în comuna Dobricika, regiunea Dobrici, Dobrogea de Sud, Bulgaria. 
Între anii 1913-1940 a făcut parte din plasa Ezibei a județului Caliacra, România.

## Demografie
Componența etnică a satului Gheșanovo
     Turci (10,67%)
     Bulgari (89,32%)
     Nicio identificare (0%)
     Altele (0%)
La recensământul din 2011, populația satului Gheșanovo era de 103 locuitori. Din punct de vedere etnic, majoritatea locuitorilor (89,32%) erau bulgari, cu o minoritate de turci (10,67%). Pentru 0,0% din locuitori nu este cunoscută apartenența etnică.